# Спалдинг, Дик
Чарлз Харри «Дик» Спалдинг  (порт. Charles Harry "Dick" Spalding; 13 октября 1893 года, Филадельфия, Пенсильвания, США — 3 февраля 1950 года, там же) — американский футболист, защитник, и бейсболист, аутфилдер. Сыграл в первых двух матчах в истории сборной США по футболу, в 1923—1928 годах выступал в Главной лиге бейсбола (МЛБ).

## Футбол
Уроженец Филадельфии, Спалдинг посещал Северо-Восточную трудовую школу, где занимался различными видами спорта. Затем начал играть в футбол в молодёжном клубе «Лайтхаус Бойз». К 1916 году выступал за «Дисстон». Осенью того года подписал контракт с клубом «Бетлехем Стил» из Футбольной лиги Национальной ассоциации. Однако он повредил колено и не мог стабильно выступать до января 1917 года. В ноябре 1919 года он подписал контракт с «Филадельфия Мерчант Шип» из той же лиги, а в 1921 году присоединился к команде «Харрисон» из Американской футбольной лиги. Сезон 1924/25 провёл в составе «Фляйшер Ярн», после чего завершил футбольную карьеру.
В 1916 году Футбольная ассоциация США набрала Всеамериканскую футбольную команду, которая представляла США в турне по скандинавским странам. В то время все эти страны и США придерживались нейтралитета во время продолжавшейся Первой мировой войны. Из шести игр США провели две официальные: одну 21 августа 1916 года против сборной Швеции, а другую — 3 сентября 1916 года против сборной Норвегии. Существуют разногласия по поводу того, кто забил первый гол за сборную. В то время как Национальный зал славы футбола называет первым бомбардиром Спалдинга, другие источники утверждают, что им является Томас Суордс. После этого турне Спалдинг больше никогда не выступал за сборную. В 1950 году он был включён в Национальный зал славы футбола.

## Бейсбол
Помимо своей футбольной карьеры, Спалдинг также был успешным игроком в бейсбол, выступая на позиции аутфилдера. В 1916 году, во время турне с футбольной сборной США, он сыграл в матче против шведской бейсбольной команды из Вестероса. В 1927 году он подписал контракт с клубом Национальной лиги «Филадельфия Филлис». Дебютировал 18 апреля в игре с «Бруклин Робинс», дважды выйдя на биту, выбив хит и заработав ран. В 1928 году он перешел в клуб Американской лиги «Вашингтон Сенаторз». 1929 год провёл в Международной лиге, где выступал за «Рочестер Ред Уингз» и «Буффало Бизонс», после чего в возрасте 35 лет завершил спортивную карьеру.
Дружба Спалдинга с Джимми Уилсоном способствовала тому, что в 1934 году Джимми нанял Дика в качестве тренера первой базы «Филадельфии Филлис», а 1941 году — «Чикаго Кабс».